# Smiltene (novads)
Smiltene (łot.: Smiltenes novads) – jeden z łotewskich novadsów, funkcjonujący od 2021.
W skład novadsu wchodzą: 
- miasta: Ape, Smiltene
- pagastsy: Ape, Bilska, Blome, Branti, Drusti, Gaujiena, Grundzāle, Launkalne, Palsmane, Rauna, Smiltene, Trapene, Variņi, Vireši

## Historia
Novads powstało podczas reformy administracyjnej w 2021, z połączenia dotychczasowych novadsów: Ape, Rauna i Smiltene.